# Messinghof (Kassel)

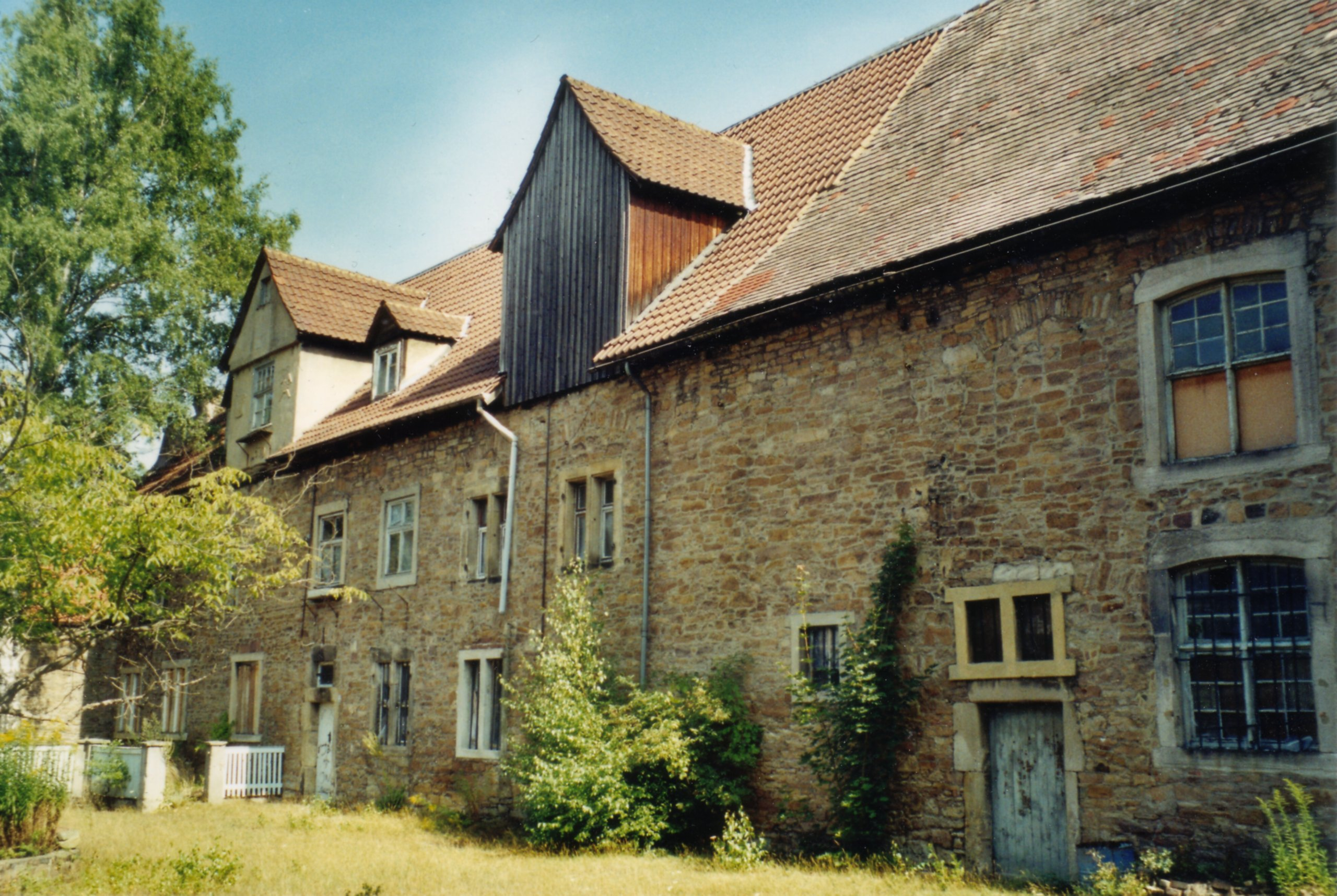
Der Gießereiflügel des Messinghofes vom stadtauswärts liegenden Tordurchgang

Der Messinghof ist ein ehemaliges Messingwerk aus dem 17. Jahrhundert in Bettenhausen, einem östlichen Stadtteil der nordhessischen Großstadt Kassel.
Das Hammerwerk mit Gießerei wurde 1679 im Auftrag von Landgraf Karl südwestlich der Losse errichtet. Es ist das älteste Industriedenkmal in Nordhessen. In der Manufaktur wurde Anfang des 18. Jahrhunderts die Monumentalfigur des Kasseler Herkules hergestellt.

## Geographie
Die noch existierenden Bauwerke und Gebäude des Messinghofs stehen in Bettenhausen rund 250 Meter südwestlich des ehemaligen Verlaufs der Losse. Zwischen dem heute noch vorhandenen, zumeist jedoch trocken liegenden und mit Bäumen und Büschen gesäumten Altarm der Losse und dem Gelände des Messinghofs befindet sich ein kleines Schrebergartengelände. Heute hat das Grundstück des Messinghofs die Anschrift Leipziger Straße 291; es befindet sich etwa 110 Meter östlich der von der Leipziger Straße abzweigenden Forstfeldstraße.

## Geschichte

### Der Messinghof, eine landgräfliche Manufaktur

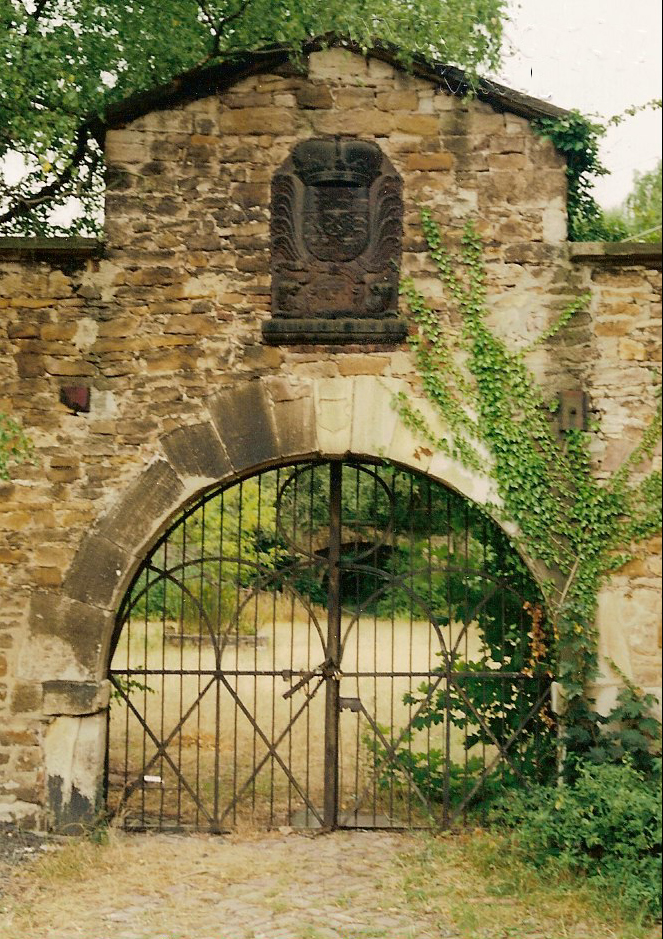
Das nordwestliche Tor des Messinghofs mit dem hessischen Wappen

Landgraf Karl ließ den Messinghof im Jahr 1679 östlich des damaligen Dorfes Bettenhausen an der Losse erbauen. Das Messingwerk wurde an der Stelle einer älteren, Faustmühle genannten Wassermühle aus dem Jahr 1407 errichtet. Seit 1560 wurde hier das im Richelsdorfer Gebirge und in Frankenberg (Eder) gewonnene Kupfererz zu Messing verarbeitet. Wahrscheinlich ist die ehemalige Faustmühle mit der in der Nähe der Herwigsmühle gelegenen Forstmühle identisch, die in den Jahren 1407, 1410 und 1422 urkundlich erwähnt wurde:

„Daß wir in der Forstmühle den jetzigen Messinghof vor uns haben, ist umsoweniger zu bezweifeln, als die Forstmühle schon in der Mitte des 16. Jahrhunderts vom Canzler zum ‚Rothgießen‘ benutzt wurde.“

Die 1680 fertiggestellte Anlage verfügte ursprünglich über zwei Flügel. Der Hammerflügel stand direkt an einem von der Losse versorgten Mühlenkanal. Hier befanden sich die von einem zunächst unterschlächtigen Wasserrad angetriebenen Hämmer. Später gab es zwei oberschlächtige Wasserräder, die bis zu vier Hämmer antrieben. Im Hammerflügel wurden verschiedene Metallerzeugnisse aus Kupfer und Messing hergestellt. Hier wurden Kessel geschmiedet und Draht gezogen. Auch sollen hier Münzrohlinge hergestellt worden sein. Dem nicht mehr erhaltenen Hammerflügel gegenüber befindet sich der Gießereiflügel; in seinen drei Schmelzöfen wurden die Metalle wie Kupfer, Messing oder Bronze für die Herstellung von Blechen, Drähten oder Fertigwaren wie beispielsweise Glocken gewonnen (vgl. Winkelmann).
Die älteste erhaltene Beschreibung des Messinghofs stammt von 1697. Nach Winkelmann war der

„…im Jahr 1680 neuerbaute Messing-hof ein raumiger Platz mit ziemlich Gebäuen umgeben, darin feine Logiamentr zur Lust und Verwahrung der Arbeit, maßen darin der Messing-Draht, Galmey und andern Mühlen-Hämmer- und Gebäuen, im gleichen zwen Kupfer-Hämmer mit deren Zubehör, woselbst allerhand Messing- und Kupfer-Waaren verfertigt, auch messinge Tiegel, allerhand Gröppen-Gut und Glocken gegossen werden“

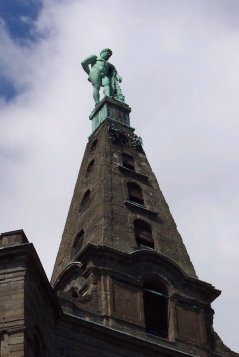
Der Messinghof ist die Wiege der Kasseler Herkules-Statue

Der Augsburger Goldschmied Johann Jacob Anthoni trieb im Messinghof in den Jahren 1714 bis 1717 die Kupferplatten für die Statue des Kasseler Herkules. Anthoni schuf damit die erste Konstruktion mit einem inneren Tragegerüst aus Stahl, auf dem die Kupferplatten der Statue befestigt wurden. Diese erstmalige Konstruktion einer Statue in Leichtbauweise zeugt von der frühen technischen Leistungsfähigkeit Hessens. Nach diesem Prinzip wurden 1875 die Figur des Hermannsdenkmals und 1884 die New Yorker Freiheitsstatue hergestellt. Die Herstellung der Herkules-Statue war der historische Höhepunkt des Messinghofs. Kassel ist damit in der seltenen Lage, dass die historische Produktionsstätte eines bedeutenden Kulturdenkmals noch vorhanden ist.
Obwohl die Region im Siebenjährigen Krieg zeitweise heftig umkämpft wurde, trug der Messinghof nur wenige Schäden davon. Anfang des 20. Jahrhunderts wurde ein Sauvegarde („Schutzbrief“) an den Mauern des Messinghofs entdeckt, der die eigenhändige Unterschrift des Marschalls von Richelieu trug. Dies zeugt von der damals großen wirtschaftlichen Bedeutung der Anlagen.
Anfänglich gab es im Messinghof zwei Kupferhämmer. Nach 1717 waren es lt. Marcus Fulda (Lit.) bis zu vier Kupferhämmer, eine Galmeimühle sowie Scheren und andere zur Kupferverarbeitung erforderliche Einrichtungen. Nach Lobe (Lit.) waren 1837 im Messinghof vier Kupferhämmer, ein Walzwerk sowie eine Schmelzerei und eine Kesselschmiede in Betrieb (siehe unter Technik).

### Private Metallindustrie von 1869 bis 1975
Im Jahr 1866 wurde das Kurfürstentum Hessen-Kassel preußisch. Der preußische Staat privatisierte 1869 die bis dahin staatlichen Mühlen an der Losse; die Firma Lieberg & Co. erwarb den Messinghof und den Kupferhammer. Nach 1933 wurde die jüdische Familie Lieberg von den Nationalsozialisten enteignet. Der Messinghof ging im Zuge der „Arisierung“ an die Firma Imfeld & Co. über, wurde allerdings unter dem Namen Lieberg & Co. weitergeführt.
Während des Zweiten Weltkriegs wurden im Messinghof unter anderem niederländische Zwangsarbeiter eingesetzt. Im Verlauf des Krieges wurde Kassel mehrmals bombardiert, dabei wurde der Hammerflügel von Brandbomben getroffen und brannte aus. Da keine Sicherungsmaßnahmen getroffen wurden, musste in den 1960er Jahren die Ruine des Hammerflügels niedergelegt werden. Von ihm sind nur die Keller erhalten.
Seit 1949 war der Messinghof offiziell im Besitz der Firma Hessische Metallfabrik Imfeld & Co. Im Jahr 1975 meldete das Unternehmen Konkurs an und die Liegenschaft stand leer. Damit endete die fast dreihundertjährige Geschichte der Metallverarbeitung im Messinghof.

### Nach dem Ende der industriellen Nutzung
1979 siedelte sich das Videostadtteilstudio der Hochschule für bildende Künste der GHK unter Leitung von Professor Rolf Lobeck im Messinghof an. Im gleichen Jahr wurde mit der Feier „300 Jahre Messinghof“ erstmals wieder dem historischen Höhepunkt, dem Herkules, gedacht. Im Rahmen dieses Festes konzipierte der Düsseldorfer Künstler Horst H. Baumann eine Laserinstallation von der Esse des Messinghofes über einen in der HbK neu erstellten Abguss der Herkulesstatue (der kleine Herkules) bis hoch zum Original. Zahlreiche Künstler arbeiteten und wohnten bis 1984 im und um (Wagenburg aus Zirkuswagen) den Messinghof. Mit der Veranstaltungsreihe „Die Wüste lebt“ des Vereins zur Erhaltung und Nutzung des Messinghofs e. V. erfuhr der Messinghof überregionale Bedeutung als alternativer Konzert- und Ausstellungsort. Das Punk-Plattenlabel Iron Curtain Records hatte zwischen 1979 und 1984 dort seinen Sitz. Die letzten acht Bewohner, die den Messinghof besetzt hielten, wurden im Dezember 1996 durch eine Polizeiaktion geräumt und der Messinghof verlor seine kulturelle Bedeutung.
Der Kupferhammer des Messinghofs, der zeitweilig im LWL-Freilichtmuseum Hagen stand, kehrte 1996 in den Messinghof zurück und ist heute im Astronomisch-Physikalischen Kabinett in der Kasseler Orangerie zu besichtigen.

### Der Messinghof seit 1996

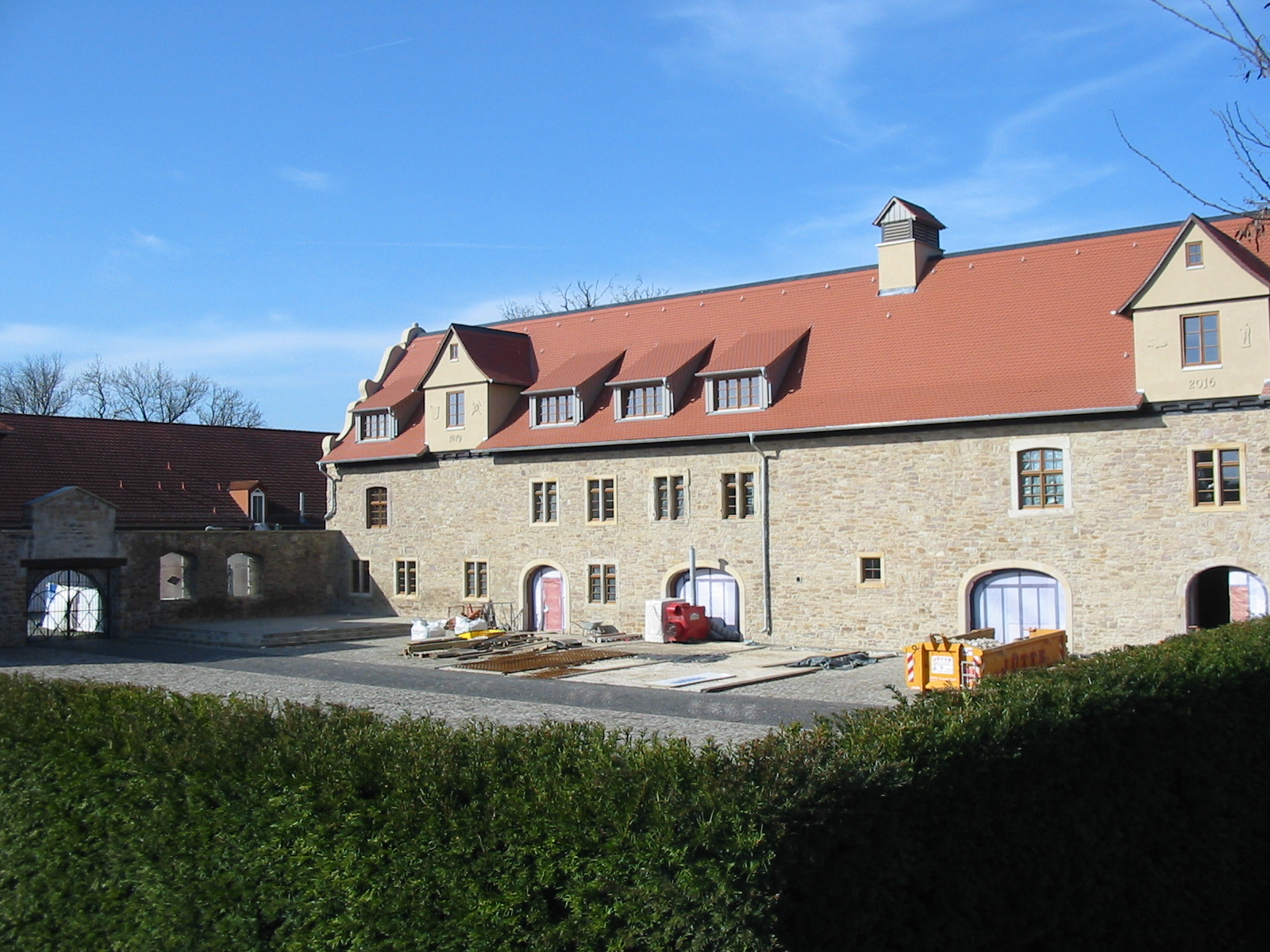
Stand der Sanierungen am Gießereiflügel im März 2017

Nach der Räumung 1996 stand der noch erhaltene Gießereiflügel mit den teilweise erhaltenen drei Schmelzöfen und der Esse leer und verfiel langsam. Spuren in den Gebäuden und um sie herum wiesen jedoch auf eine gelegentliche Nutzung durch Obdachlose sowie für Partys hin.
Die Liegenschaft befindet sich in einem Gewerbe- und Industriegebiet. Eine Nutzung in diesem Rahmen als Gewerbebau würde sich als schwierig gestalten, da einerseits die Gebäude unter Denkmalschutz stehen und andererseits durch die jahrhundertelange Metallverarbeitung eine nicht unerhebliche Belastung des Bodens besteht.
1992 wurde der Messinghof an eine bayerische Immobilienfirma verkauft, die 1995 in Konkurs ging. Bis Mitte 2006 war das Grundstück in Besitz eines Immobilienmaklers aus Hannover. 2010 wurde der Messinghof von einem regionalen Automobilhändler gekauft und seitdem saniert und restauriert. Das Torhaus, das Kutschenhaus und die Hoffläche sind bereits fertig gestellt. Die  Arbeiten am Gießereiflügel sollen bis Juni 2017 abgeschlossen sein und dann insgesamt ca. fünf Millionen Euro gekostet haben. Das Gelände und die Gebäude dienen nach Fertigstellung als Präsentationsfläche für Oldtimer sowie für Veranstaltungen und Schulungen. Außerdem soll es einen Gastronomiebetrieb geben.

## Wirtschaftliche Bedeutung

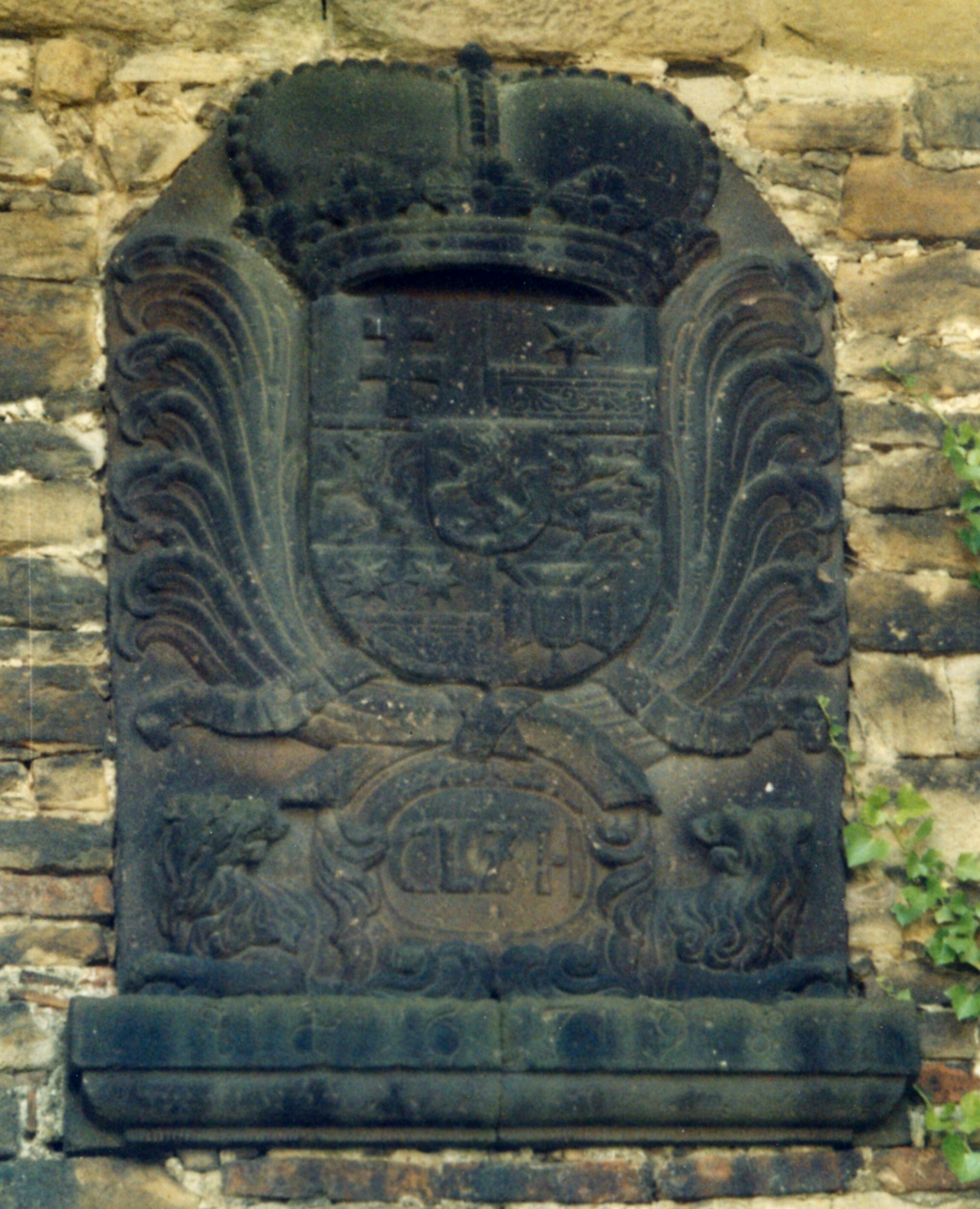
Das landgräflich-hessische Wappen über dem Tor

### Die Lossemühlen
Die Wasserkraft der schnell fließenden Losse wurde schon im Mittelalter zum Antrieb zahlreicher Mühlen genutzt. An dem 28,9 Kilometer langen Fluss siedelten sich im Lauf der Zeit 34 Mühlenbetriebe an, allein in Bettenhausen am Mühlenkanal der Losse gab es 12 davon. Die Mühlen waren nur zum Teil Mahlmühlen, sehr viele von ihnen waren auch oder ausschließlich „Industriemühlen“. Viele Straßennamen in den Kasseler Stadtteilen Bettenhausen und Forstfeld erinnern noch an diese Mühlen. Genannt seien:
- der Agathof, 1377 unter dem Namen Lachenmühle erstmals erwähnt, mit wechselnder Funktion als Mahlmühle, Edelsteinschleiferei – der Name Agathof leitet sich vom dort verarbeiteten Achat ab – und später chemischer Fabrik;
- der Eisenhammer, teilweise 1685 erbaut, erst Papiermühle, danach Sägewerk und später die Stockfabrik Rocholl;
- die Herwigsmühle (Drahtmühle, Unterer Messinghof), 1410 erstmals erwähnt, die hauptsächlich als Mahlmühle diente und in der zeitweilig die Drahtzieherei des Messinghofs untergebracht war;
- der 1680 gegründete und oberhalb des Messinghofs gelegene Kupferhammer (Oberste Drahtmühle), hier fand ein Teil der Kupferverarbeitung des Messingshofs statt;
- die 1407 erstmals erwähnte Forstmühle, der spätere Messinghof und bereits seit Mitte des 16. Jh. Messingwerk.

### Messinghof und Kupfermonopol
Hessen-Kassel war zur Mitte des 17. Jahrhunderts wirtschaftlich unterentwickelt und litt unter den Nachwirkungen des Dreißigjährigen Krieges. Die Wirtschaftspolitik Landgraf Karls zielte darauf ab, die Kriegsfolgen möglichst schnell zu überwinden. Das aus dem Kupfererz der Bergwerke des Richelsdorfer Gebirges und der Frankenberger Gegend gewonnene Metall sollte gewinnbringend im eigenen Land zu Messing und Bronze verarbeitet werden.
Im Zeichen des Merkantilismus räumte Karl dem 1679 gegründeten Messinghof daher schnell eine Monopolstellung bei der Kupferverarbeitung ein. Er erließ am 10. Mai 1681 ein Edikt, in dem er festgelegte, dass kein Kupfererz mehr ausgeführt und keine fremden Waren aus Kupfer oder Messing mehr eingeführt werden durften. Ausgenommen waren lediglich die Produkte, die im Messinghof nicht hergestellt werden konnten. Das zur Herstellung des Messings benötigte Zinkerz wurde überwiegend von einer Galmeigrube in Brilon bezogen. Die Monopolstellung des Messinghofs wurde im Jahr 1741 durch Karls Nachfolger Friedrich I. fortgeschrieben.
Die Gründung des Messinghofes vor den Toren Kassels bedeutete für Hessen-Kassel und seine Bevölkerung eine Verbesserung für Handwerk und Handel. Die sonst teuren Produkte aus dem Ausland konnten im eigenen Land so billiger hergestellt werden, und die Zahl der Arbeitsplätze für die nordhessische Bevölkerung wuchs. Mit der Gründung des Messinghofes wurde die Industrialisierung Hessen-Kassels eingeleitet. Der Messinghof ist somit der Ursprung der Kasseler Metallindustrie.

## Technik

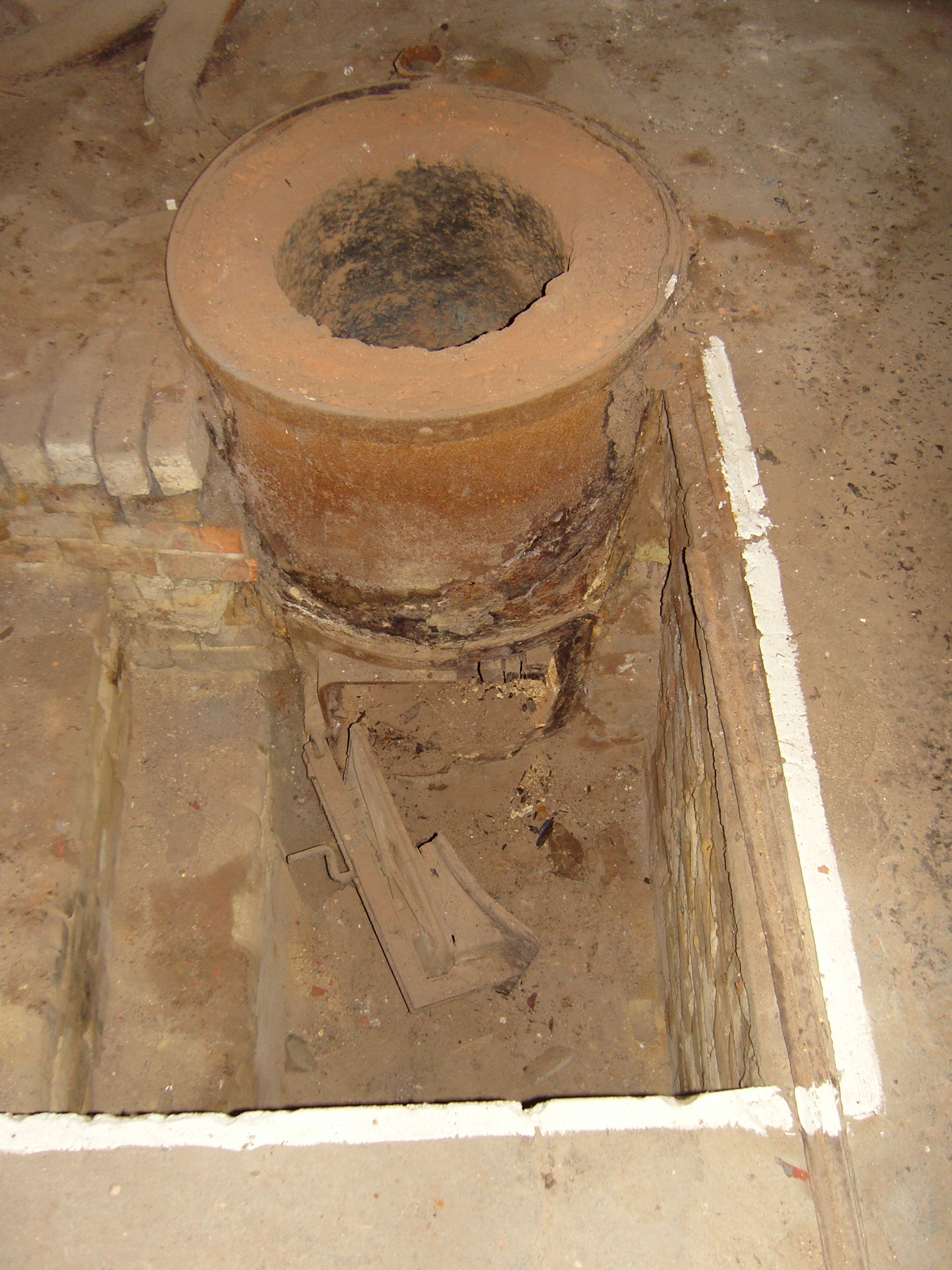
Schmelzofen im Gießereiflügel

Da die Kupferausbeute der nordhessischen Bergwerke reichlich war, konnten im Messinghof von Anfang an zwei Kupferhämmer betrieben werden. Das zum Betrieb des Hammerwerks erforderliche Wasser wurde der Losse entnommen, das Werk wurde mittels eines Wasserrades von drei Metern Durchmesser und einem Meter Breite angetrieben.
In einer Beschreibung aus dem Jahr 1837 wird die technische Ausstattung des Messinghofs folgendermaßen dargestellt:

„…in einer Schmelz- und Kesselhütte mit vier Hämmer, zur Anfertigung der messingnen Kessel, einem schwarzen und einem blanken Drahtzuge, einem Walzwerk, welches im Jahre 1830 angelegt ist, und drei Kupferhämmern wovon einer auf dem Messinghofe, die beiden anderen aber 1/4 Stunde davon über dem Fischhause sich befinden. Jeder derselben hat einen Breit- und einen Tiefhammer zum Anfertigen der aufgetieften Arbeit; Bleche werden in dem Walzwerke fabriziert. Letzteres ist interessant durch die Art wie die Walzen gestellt werden, welche von der bei anderen Maschinen der Art abweicht.“

Nachdem Werner von Siemens 1866 den Generator erfunden hatte, wurde ein Teil der Lossemühlen auf Strombetrieb umgestellt. Im Messinghof wurde eine Turbine mit etwa 60 PS (ungefähr 44 kW) Nutzleistung installiert. Das Wasserrad betrieb die zwei Hämmer und über die Turbine einen Generator sowie eine Maschine zur Metallverarbeitung. Seit 1940 wurde die Wasserkraftanlage des Messinghofes nicht mehr genutzt. Im Jahr 1963 erlosch schließlich das Wasserrecht, da unter anderem die in der Herwigsmühle ansässige Brotfabrik Möller das Recht nicht mehr nutzte.

## Baubeschreibung

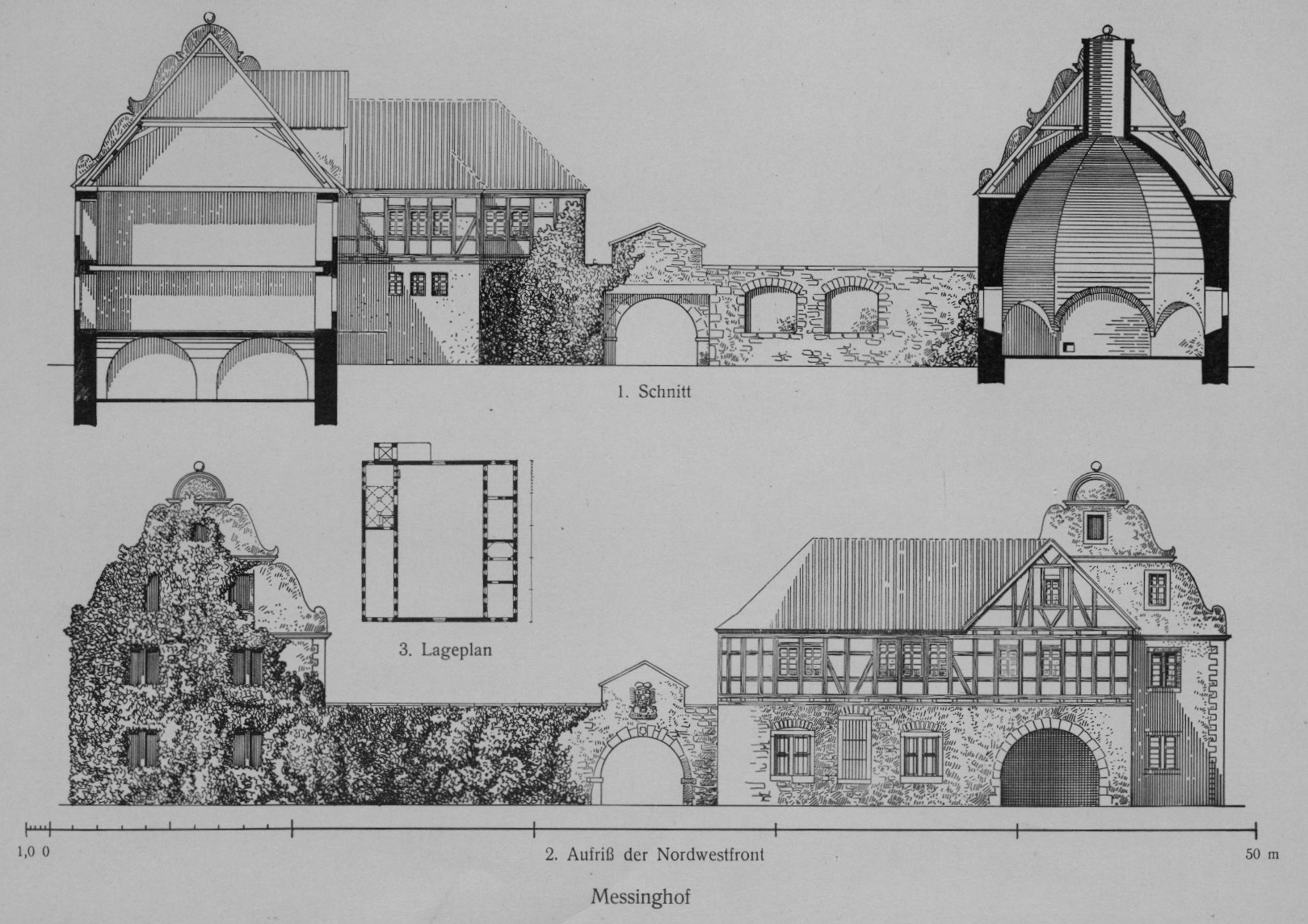
Grund- und Aufriss der Gesamtanlage (1923)

Die ursprünglichen Anlagen des Messinghofes bestanden seit 1679/80 aus zwei langgestreckten zweigeschössigen Gebäuden, die parallel zur damaligen Landstraße verliefen. Die rechteckigen Gebäude umschlossen gemeinsam mit zwei Mauern samt hohen rundbogigen Durchfahrtstoren einen Innenhof. Der Südwestflügel, Hammerflügel genannt, stand direkt an einem Nebenarm (Mühlenkanal) der Losse und beherbergte die von Wasserkraft angetriebenen Hämmer. Der Hammerflügel brannte im Zweiten Weltkrieg aus und musste wegen nicht erfolgten Erhaltungsarbeiten in den 1960er Jahren abgerissen werden. Ein Portal wurde im LWL-Freilichtmuseum Hagen wieder aufgebaut.
Der heute noch existierende Nordostflügel, der Gießereiflügel, umfasste neben Wohnräumen und Geschäftszimmern die Schmelzöfen zur Gewinnung der Metalle. Noch heute befindet sich im Gießereiflügel ein polygonales Kuppelgewölbe, das die Öfen überfangen hat. Diese Esse nimmt die gesamten 14 Meter Höhe des Gebäudes bis in den Dachstuhl ein. Auch die drei Schmelzöfen sind noch in wesentlichen Teilen erhalten. An die westliche Hofmauer schließt sich ein pavillonartiger Gebäudetrakt an, das sogenannte „Torhaus“, das vermutlich aus dem 18. Jahrhundert stammt. Es erhielt im 19. Jahrhundert ein Fachwerkobergeschoss. Hinter dem Gießereiflügel steht das sogenannte „Kutscherhaus“, ein gründerzeitliches Dienstgebäude aus Backstein.
Die beiden Hauptgebäude wurden in Bruchstein ausgeführt und waren ursprünglich verputzt. Die Architekturformen stehen noch in der Tradition der Renaissance. Beachtenswert sind die geschwungenen volutengekrönten Giebel der Schmalseiten, die eher zu einem herrschaftlichen Gebäude, denn zu einer Industrieanlage passen wollen.

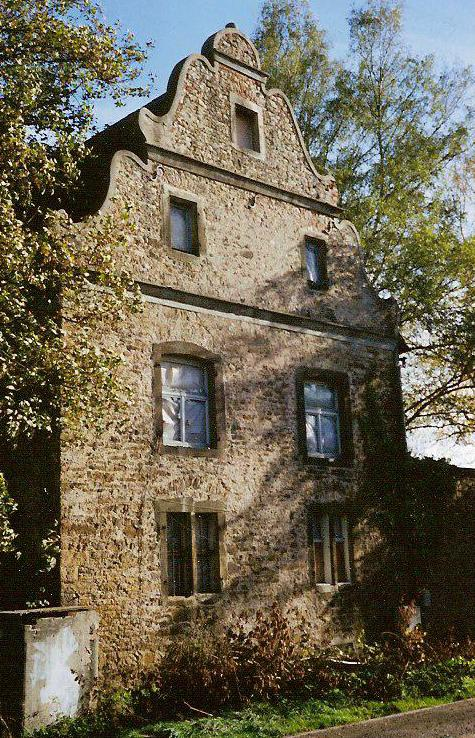
Typischer barocker Giebel am Gießereiflügel (Nordende)
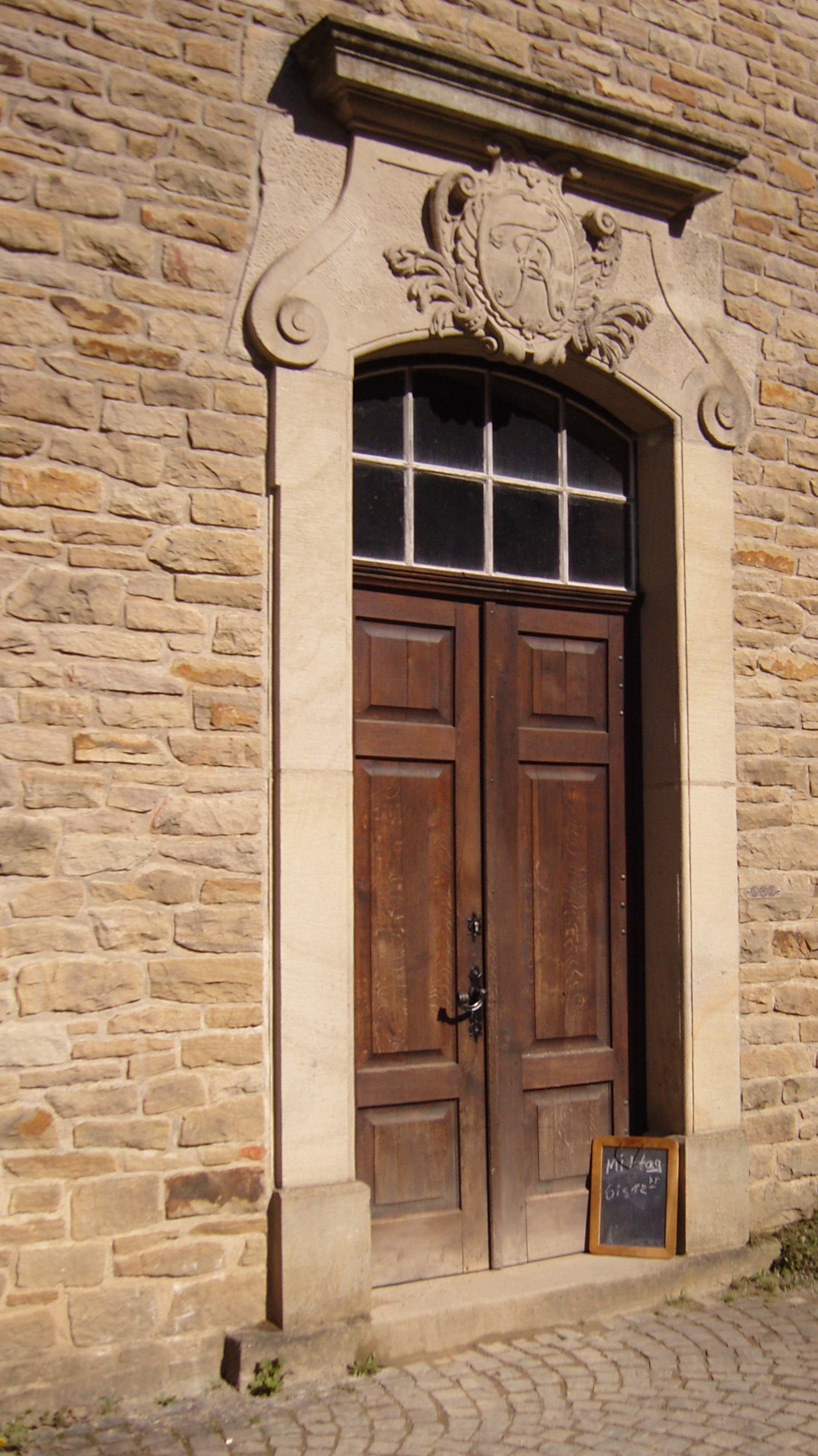
Portal des abgebrochenen Hammerflügels in Hagen
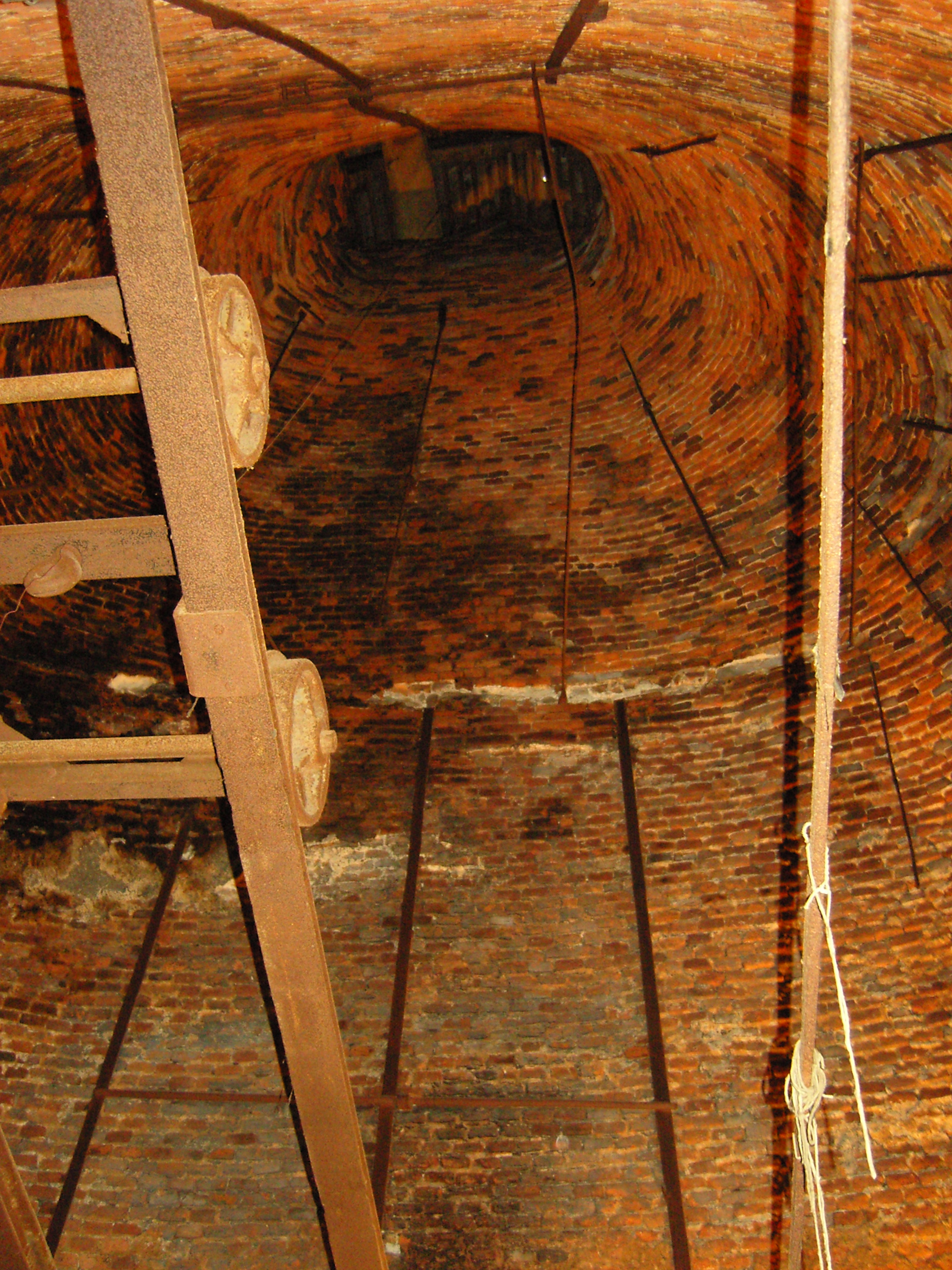
Esse im Gießereiflügel

## Persönlichkeiten
Vom Messinghof stammte Wilhelm Wittich (1840–1907), Sohn des Hüttenvogts, Philologe und Gymnasiallehrer in Aschersleben und Kassel.